# Matthias Stadelmann
Matthias Stadelmann (* 10. Juli 1967 in Erlangen) ist ein deutscher Historiker. Er ist außerplanmäßiger Professor für Neuere und Osteuropäische Geschichte an der Friedrich-Alexander-Universität Erlangen-Nürnberg.

## Leben und Wirken
Stadelmann studierte von 1990 bis 1997 Geschichte und Literaturgeschichte sowie Musikwissenschaft und Theaterwissenschaft an der Friedrich-Alexander-Universität Erlangen-Nürnberg, während des Studiums war er Stipendiat der Studienstiftung des deutschen Volkes. Das Studium schloss er 1997 mit seiner Magisterarbeit über Das revolutionäre Russland in der Neuen Kulturgeschichte. Diskursive Formationen und soziale Identitäten ab. In der Folgezeit bereitete er als Stipendiat der Volkswagen-Stiftung unter anderem mit zahlreichen Forschungsaufenthalten in Moskau und St. Petersburg seine von Helmut Altrichter und Werner K. Blessing betreute Promotion vor. Diese schloss er 2001 mit seiner Dissertation über Isaak Dunaevskij ab, die 2002 mit dem Fritz-Theodor-Epstein-Preis durch den Verband der Osteuropahistoriker ausgezeichnet und 2003 unter dem Titel Isaak Dunaevskij, Sänger des Volkes. Eine Karriere unter Stalin veröffentlicht wurde.
In den Jahren 2000 bis 2010 arbeitete er als wissenschaftlicher Mitarbeiter am Lehrstuhl für Osteuropäische Geschichte an der Universität Erlangen-Nürnberg. Dort wurde er 2010 habilitiert. Seine Habilitationsschrift zum Thema Großfürst Konstantin Nikolaevic. Der persönliche Faktor und die Kultur des Wandels in der russischen Autokratie wurde mit dem Habilitationspreis der Universität Erlangen-Nürnberg ausgezeichnet. Von 2010 bis 2015 lehrte er als Akademischer Oberrat in Erlangen-Nürnberg, unterbrochen von der Vertretung des Lehrstuhls für Mittel- und Osteuropäische Zeitgeschichte an der Katholischen Universität Eichstätt-Ingolstadt von April 2013 bis August 2014. Im Sommersemester 2015 war er Research Fellow am Imre Kertész Kolleg in Jena. Im Wintersemester 2015/16 und Sommersemester 2016 vertrat er den Lehrstuhl für Osteuropäische Geschichte an der Ruhr-Universität Bochum. Im Oktober 2016 wurde Stadelmann vom Präsidenten der Friedrich-Alexander-Universität Erlangen-Nürnberg zum außerplanmäßiger Professor für Neuere und Osteuropäische Geschichte bestellt, zwischenzeitlich (2018) vertrat er den Erlanger Lehrstuhl für Neueste und Zeitgeschichte.
In seinen Werken und seiner Lehre setzt Stadelmann sich schwerpunktmäßig mit der Geschichte der Romanovs seit der Frühen Neuzeit und der Geschichte der Politik im Russischen Kaiserreich auseinander. Im 20. Jahrhundert liegen seine Schwerpunkte auf der Russischen Revolution sowie der Kulturgeschichte des Stalinismus. Auch mit der Geschichte der Ukraine nach dem Zweiten Weltkrieg setzt sich Stadelmann auseinander. Epochenübergreifend ist die Musik als Gegenstand historischer Forschung ein weiterer Schwerpunkt seiner Forschung. Stadelmann hat als Experte und Fachberater bei verschiedenen historischen Fernsehdokumentationen mitgewirkt.

## Schriften (Auswahl)
Bücher
- Großfürst Konstantin Nikolaevič. Der persönliche Faktor und die Kultur des Wandels in der russischen Autokratie, Harrassowitz, Wiesbaden 2012, ISBN 978-3-447-06706-5 (= Forschungen zur osteuropäischen Geschichte, Bd. 79).
- Die Romanovs, Stuttgart 2008 (= Kohlhammer Urban Taschenbücher, Bd. 620), ISBN 978-317018947-8 (Leseprobe).
- Isaak Dunaevskij, Sänger des Volkes. Eine Karriere unter Stalin. Böhlau, Köln/Weimar/Wien 2003, ISBN 3-412-06703-2 (= Beiträge zur Geschichte Osteuropas, Bd. 34).
- Das revolutionäre Russland in der Neuen Kulturgeschichte. Diskursive Formationen und soziale Identitäten, Erlangen/Jena 1997 (= Erlanger Studien zur Geschichte, Bd. 4).
- Zusammen mit Lilia Antipow: Schlüsseljahre. Zentrale Konstellationen der mittel- und osteuropäischen Geschichte. Festschrift für Helmut Altrichter zum 65. Geburtstag, Steiner, Stuttgart 2011, ISBN 978-3-515-09813-7 (= Quellen und Studien zur Geschichte des östlichen Europa, Bd. 77).

Aufsätze
- Von jüdischen Ganoven zu sowjetischen Helden. Odessas Wandlungen in den Liedern Leonid Utesovs, in: Jahrbuch des Simon-Dubnow-Instituts, Jg. 2, 2003, S. 333–358.
- Geprobte Mobilmachung, Possenreißerei und Rattengekreisch. Der sowjetische Blick auf die Nürnberger Reichsparteitage, in: Gregor Schöllgen, Friedrich Kießling (Hrsg.): Bilder für die Welt. Die Reichsparteitage der NSDAP im Spiegel der ausländischen Presse, Köln/Weimar/Wien 2006, S. 181–211, ISBN 978-3-412-27305-7.
- Revolutionsfeiern zur falschen Jahreszeit? Dmitrij Šostakovic im sowjetischen „Tauwetter“, in: Giusy Maria Ausilia Margagliotta/Andrea Robiglio (Hrsg.): Art, Intellect and Politics. A Diachronic Perspective, Leiden/Boston 2013, S. 593–611, ISBN 978-9004242173.
- Autokratie, Zarentum, Kaisertum. Vorstellungen und Realisierungen politischer Herrschaft im Russland der Frühen Neuzeit, in: Forum für Osteuropäische Ideen- und Zeitgeschichte 19,2 (2015), S. 97–132.[12]
- The Russian Revolution in German Historiography after 1945, in: Cahiers du monde russe, Jg. 58, 2017, S. 57–78.
- Transnational, transethnisch, transkulturell. Historische Bestimmungsfaktoren der Sowjetukraine, in: Berliner Debatte Initial, Jg. 28, 2017, S. 155–164.